# Видак Анђелић
Видак Анђелић (Дубочани код Билеће 1844 - Крф, Грчка 1916.) устаник, борац за слободу Срба у Херцеговини.

## Биографија
Учесник је Херцеговачког устанка 1875-1878. Од 1876. био је поткомандир Завођског батаљона устаничке војске, гдје је замијенио брата Зека, који је те године погинуо у Дуги, док му је други брат - Сава у то вријеме био капетан Завођске капетаније. Послије устанка именован је за пандурског подсердара у Билећи. Као угледни народни главар учествовао је и у устанку 1882. против аустроугарске управе у БиХ. Међу првима се одметнуо од окупационе власти и већ 17. јануара 1882. на извору Требишњице борио се са устаницима против аустроугарске војске. По завршетку устанка отишао је у Србију. У Првом свјетском рату повлачио се са српском војском преко Албаније до Крфа, гдје је од посљедица напора умро.